# 마리아 우스펜스카야
마리아 알렉세예브나 우스펜스카야(영어: Maria Alekseyevna Ouspenskaya, 러시아어: Мария Алексеевна Успенская 마리야 알렉세예브나 우스펜스카야[*], 1876년 7월 29일 ~ 1949년 12월 3일)는 러시아와 미국의 배우, 연기 지도사이다.

## 생애
마리아 우스펜스카야는 러시아 툴라에서 태어나서 폴란드 바르샤바에서 노래를 배웠고 러시아 모스크바에서 연극을 배웠다. 모스크바 예술극장에서는 콘스탄틴 스타니슬랍스키의 가르침을 받았고 유럽 각지를 오가며 공연을 펼쳤다. 1922년에 미국 뉴욕으로 이주하면서 활동 무대를 미국으로 옮겼고 1929년에는 아메리카 실험극장에서 연기 지도사로 활동했다.
1930년대에는 로스앤젤레스에 마리아 우스펜스카야 무용학교를 설립하면서 무용 지도사로 활동했고 1936년부터 1949년까지 다수의 할리우드 영화 작품에 출연했다. 특히 1939년에는 영화 《러브 어페어》에서 저누 할머니 역할을 맡으면서 아카데미 여우조연상 후보에 오르게 된다. 1949년 12월 3일에 중풍에 시달리고 있던 우스펜스카야는 로스앤젤레스에 위치한 자신의 집에서 담배를 피우던 도중에 일어난 화재로 인해 사망했다.